# Malala gallonae
Malala gallonae är en spindelart som beskrevs av Davies 1993. Malala gallonae ingår i släktet Malala och familjen mörkerspindlar.
Artens utbredningsområde är Queensland. Inga underarter finns listade i Catalogue of Life.